# Le Lys et les Ombres
Le Lys et les Ombres est un roman historique de Bernard Simonay, paru en avril 2011, chez Calmann-Lévy. Il s'agit de son trentième roman, celui-ci s'attache à l'histoire de Jeanne d'Arc.

## Synopsis
le roman retrace l'intervention de Jeanne d'Arc durant la guerre de Cent Ans comme un renversement du cours de l'histoire, en considérant que sans le sacre de Charles VII à Reims, les royaumes de France et d'Angleterre auraient été probablement réunis sous une même bannière.
L'auteur estime que l'histoire de Jeanne d'Arc, la jeune paysanne venue des marches de Lorraine pour sauver le royaume de France, comporte des zones d'ombre. Puisant dans l'argumentaire d'essais qualifiés de « mythes survivo-bâtardisants » par les historiens médiévistes Colette Beaune et Olivier Bouzy, le romancier se demande, par exemple, comment une humble « bergère » pouvait parler « un français parfait » malgré sa naissance dans une région où se parlait un patois, monter à cheval aussi bien que les nobles qui l'accompagnaient, et manier les armes. Selon Bernard Simonay, la voix divine ordonnant à Jeanne d'Arc de libérer la France de la coupe des Anglais ne serait donc qu'une légende propagée pour « cacher la vérité » au sujet de la naissance et la mission de Jeanne d'Arc.

## Sources de l'auteur
Affirmant que la thèse « défendue bec et ongles » par les historiens ne l'a jamais convaincu, Bernard Simonay soutient que ces derniers nient volontairement l'existence d'un certain nombre de sources afin de conserver « l'image idéale d'une petite bergère de Lorraine morte en martyre ». Parmi les sources revendiquées par le romancier figurent celles relatives aux armoiries attribuées à Jeanne d'Arc, notamment la donation d'éperons dorés, censément l'apanage de la noblesse. Cependant, les éperons dorés sont mentionnés uniquement dans Le Mystère du siège d'Orléans, pièce de théâtre dont la copie la plus récente remonte au début du XVIe siècle. Le romancier affirme également que Jeanne des Armoises a pu convaincre les propres parents de Jeanne d'Arc qu'elle est bien la Pucelle. En outre, l'auteur utilise la fausse origine royale afin d'expliquer la soi-disant capacité de Jeanne d'Arc à maîtriser le « français de cour »,, bien que le français d'Île-de-France ne soit pas la seule langue usitée à la cour, les manières curiales du temps de Charles VII « [n'étant] pas celles du Versailles de Louis XIV ».
Toutefois, Simonay précise aussi qu'il s'agit avant tout d'un roman :

« En tant que romancier, je revendique le droit d'interpréter les faits historiques à ma manière. Je n'ai pas la prétention de raconter la véritable histoire de Jeanne d'Arc. »

— Bernard Simonay, Le Lys et les ombres, p. 14
L'auteur s’appuie notamment sur les livres L'Affaire Jeanne d'Arc de Marcel Gay et Jeanne d'Arc, princesse royale de Jean Bancal. Il cite lui-même Wikipédia parmi ses sources d'inspiration.